# Saphanodes gabonicus
Saphanodes gabonicus là một loài bọ cánh cứng trong họ Cerambycidae.